# Turn Blue
Turn Blue ist das achte Studioalbum der US-amerikanischen Bluesrockband The Black Keys, das im Mai 2024 erschien.

## Entstehung und Veröffentlichung
Die Erstveröffentlichung von Turn Blue erfolgte am 9. Mai 2014 bei Nonesuch Records. Das Album erschien in seiner Originalausführung als CD (Katalognummer: 7559-79555-4), Download (Katalognummer: 7559-79555-7) und LP (Katalognummer: 7559-79555-5) mit elf Titeln. Der Albumtitel sowie das Erscheinungsdatum wurden bereits am 21. März durch einen Tweet des ehemaligen Boxers Mike Tyson bekanntgegeben. Jener beinhaltete lediglich die Worte Turn Blue sowie einen Link zu einem Albumteaser. Am 24. März wurde Fever als ausgekoppelt und am 14. April wurde Turn Blue auf dem YouTube-Kanal der Band veröffentlicht. Bereits eine Woche vor dem eigentlichen Veröffentlichungsdatum konnte das Album im iTunes-Radio gestreamt werden.
Geschrieben und produziert wurden die Lieder alle gemeinsam von den beiden Black-Keys-Mitgliedern Dan Auerbach und Patrick Carney sowie Brian Burton (DJ Danger Mouse). Beim Produktionsprozess war DJ Danger Mouse lediglich bei den Liedern Gotta Get Away und It’s Up to You Now nicht involviert. Die Aufnahmen für Turn Blue begannen im Sommer 2013 in den Sunset Sound Studios in Hollywood. Zusätzliche Aufnahmen fanden im Key Club in Benton Harbor, Michigan sowie in  Auerbachs Easy Eye Sound in Nashville statt.

## Titelliste
1. Weight of Love
2. In Time
3. Turn Blue
4. Fever
5. Year in Review
6. Bullet in the Brain
7. It’s Up to You Now
8. Waiting on Words
9. 10 Lovers
10. In Our Prime
11. Gotta Get Away

## Rezensionen
Laut.de zufolge wirkt das Album „so clean und warm wie noch nie in der Geschichte des Duos“. Außerdem ließen sich, vor allem beim beinahe 7 Minuten langen Opener Weight of Love, „fast schon Pink Floyd-Vergleiche ziehen“.
Der Rolling Stone nannte Turn Blue das beste bislang erschienene Album des Bluesrock-Duos: „In every other way, that turmoil is a giant step into the best, most consistently gripping album the Keys have ever made. And that includes their 2010 smash, Brothers.“ (Übersetzung: „In jeder anderen Hinsicht ist dieser Tumult ein Riesenschritt hin zu dem besten, durchgehend fesselndsten Album, das die Keys je geschaffen haben. Und das schließt ihren 2010er Smash-Hit Brothers mit ein.“)
The Independent gab Turn Blue 10 von 10 Sternen: „If not quite the anthem-stuffed rock monster that was El Camino, The Black Keys’ follow-up album employs much the same formula of catchy, hook-laden melodies harnessed to tank-tread riffs that made its predecessor so irresistible.“ (Übersetzung: „Wenn auch nicht ganz das mit Hymnen vollgepackte Rock-Monster, das El Camino gewesen war, bedient sich The Black Keys' Nachfolgealbum doch weitgehend des gleichen Rezepts einprägsamer, Hook-beladener Melodien, die als niederwalzende Riffs genutzt werden, das seinen Vorgänger so unwiderstehlich gemacht hat.“)
Barry Nicolson von New Musical Express (NME) bemängelte in seiner Rezension, in der er 6 von 10 Sternen vergab, dass der Einfluss des Co-Produzenten Danger Mouse auf das Album zu groß wäre. So kritisiert er zum Beispiel die psychedelischen Elemente in Songs wie In Time und 10 Lovers.

## Kommerzieller Erfolg

### Chartplatzierungen
| ChartsChartplatzierungen       | Höchstplatzierung | Wochen |
| ------------------------------ | ----------------- | ------ |
| Deutschland (GfK)              | 6 (7 Wo.)         | 7      |
| Österreich (Ö3)                | 5 (6 Wo.)         | 6      |
| Schweiz (IFPI)                 | 4 (12 Wo.)        | 12     |
| Vereinigte Staaten (Billboard) | 1 (31 Wo.)        | 31     |
| Vereinigtes Königreich (OCC)   | 2 (18 Wo.)        | 18     |

| ChartsJahrescharts (2014)      | Platzierung |
| ------------------------------ | ----------- |
| Schweiz (IFPI)                 | 84          |
| Vereinigte Staaten (Billboard) | 38          |
| Vereinigtes Königreich (OCC)   | 69          |

### Auszeichnungen für Musikverkäufe
| Land/Region                  | Auszeichnungen für Musikverkäufe (Land/Region, Auszeichnung, Verkäufe) | Verkäufe |
| ---------------------------- | ---------------------------------------------------------------------- | -------- |
| Kanada (MC)                  | Platin                                                                 | 80.000   |
| Neuseeland (RMNZ)            | Gold                                                                   | 7.500    |
| Vereinigte Staaten (RIAA)    | Gold                                                                   | 500.000  |
| Vereinigtes Königreich (BPI) | Gold                                                                   | 100.000  |
| Insgesamt                    | 3× Gold · 1× Platin ·                                                  | 687.500  |